# Pachnoda antoinei
Pachnoda antoinei är en skalbaggsart som beskrevs av Beinhundner 2006. Pachnoda antoinei ingår i släktet Pachnoda och familjen Cetoniidae. Inga underarter finns listade i Catalogue of Life.